# Aedes aegypti
Aedes aegypti és una espècie de dípter nematòcer de la família dels culícids que pot ser portador i transmissor del virus del dengue, el de la febre groga i el de Zika, així com d'altres arbovirus. És membre del subgènere Stegomyia dins del gènere Aedes.

## Taxonomia
En 2005 estudis moleculars van portar a reclassificar Stegomyia com a gènere, canviant alguns autors el nom del mosquit per Stegomyia aegypti igual que es va fer amb Aedes albopictus que va passar a ser denominat homòlogament Stegomyia albopicta; no obstant això, aquests estudis han estat molt discutits, de manera que actualment el nom usat de forma majoritària segueix essent el d’Aedes aegypti, abreviat com Ae. aegypti, com exigeixen a partir de desembre de 2005 els editors de les revistes científiques més importants del sector.

## Característiques

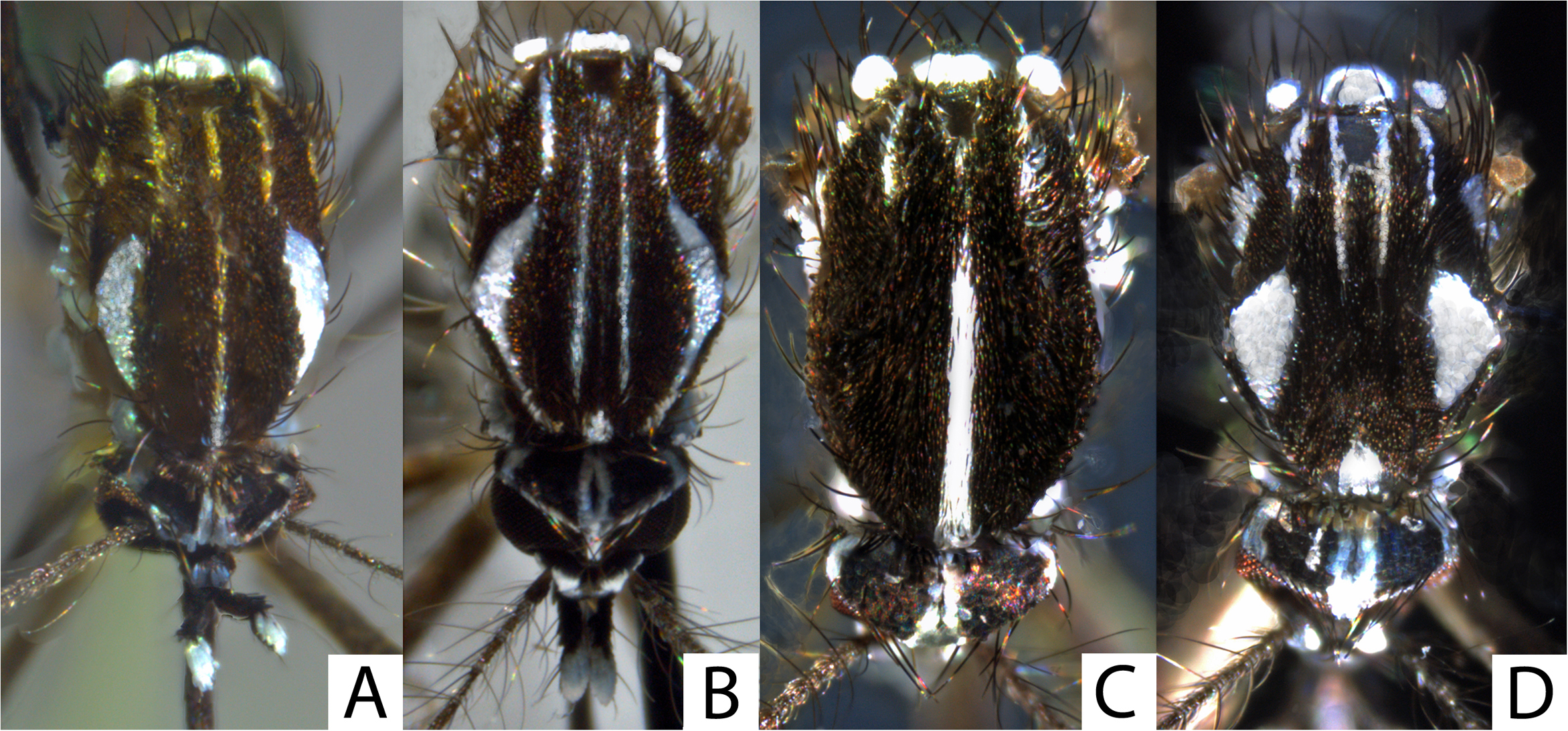
Muntatge fotogràfic mostrant l'ornamentació del tòrax diferenciada als imagos de diverses espècies de mosquits estretament relacionades: A. Stegomyia pia, B. Aedes aegypti, C. Aedes albopictus D. Stegomyia bromeliae

Pot reconèixer-se per les seves distintives marques blanques sobre les potes i especialment sobre el tòrax que permet distingir-lo d’A. albopictus, per un distintiu dibuix format per dues bandes longitudinals rectes i dues bandes corbades exteriors en una forma que recorda el perfil d'una lira encara que les seves diferències en aspecte pel que fa a altres mosquits poden ser lleugeres.

## Distribució
Es troba més freqüentment en els tròpics, però està present en els estats del sud dels Estats Units d'Amèrica (com per exemple Florida); comparteix hàbitat amb A. albopictus, que l'està desplaçant en algunes zones.
Les poblacions d’Ae. aegypti foren presents al continent europeu al llarg de les conques del Mediterrani, Mar Negra i el Caspi entre els segles xvii fins a mitjans del segle xx. Tanmateix desaparegueren i només recentment s'han establert algunes poblacions a països de la conca del Caspi i a l'illa de Madeira (regió ultra-perifèrica de la UE) i esporàdicament es detecten algunes ocurrències a l'Europa Occidental (p.ex.: França, el Regne Unit, als Països Baixos o Alemanya) especialment lligat al transport de bens i mercaderies.

## Història
El científic cubà Carlos Finlay va ser el primer a proposar la teoria que els mosquits són els agents transmissors de la febre groga i va presentar la seva teoria per primera vegada a la Conferència Internacional de Sanitat, celebrada a Washington DC, el 18 de febrer de 1881. Un any després, Finlay va identificar Aedes aegypti com el vector de transmissió de la febra groga. La seva teoria anava acompanyada amb la recomanació de reduir la població de mosquits per controlar la transmissió de la malaltia.